# Lipovec (Morávia do Sul)
Lipovec é uma comuna checa localizada na região de Morávia do Sul, distrito de Blansko.